# Province de Teramo
La province de Teramo est une province italienne, dans la région des Abruzzes.
La capitale provinciale est Teramo.

## Géographie
La province de Teramo est située entre la région des Marches au nord, la mer Adriatique à l'est, la province de Pescara au sud, et les chaînes du Gran Sasso et du Monti della Laga à l'ouest, qui peuvent être vues n'importe où dans la province, y compris au bord de la mer (distance mer-montagnes : 50 km environ). C'est dans la province de Teramo que se trouve entièrement le Corno Grande (toit des Abruzzes et des Apennins, avec ses 2 912 mètres d'altitude) et le glacier du Calderone, au nord-est du Gran Sasso (c'est le glacier le plus méridional d'Europe et le seul des Apennins, avec ses 5 hectares de surface).
Contrairement au versant de l'Aquila, le versant de Teramo du Gran Sasso est caractérisée par de grandes forêts inaccessibles et de grandes parois rocheuses ; parmi celles-ci, on peut citer le Paretone (la grande paroi) du Corno Grande qui dévale la pente sur plus de 1 500 mètres de dénivelée, et qui donne au Corno Grande l'aspect d'une corne vue de ce versant (d'où son nom). Au sud de la chaîne du Gran Sasso, on peut aussi apercevoir la face nord du Monte Camicia (2 564 mètres), qui surplombe les collines de la province sur plus de 1 200 mètres de dénivelée. Cette paroi gigantesque est sûrement plus impressionnante que le Paretone, d'où son surnom d'« Eiger des Apennins ». Dans cette paroi, des névés et des cascades de glace résistent toute l'année. Le Corno Piccolo (2 655 m), le Pizzo d'Intermesoli (2 635 m), le Monte Corvo (2 626 m), le Monte Prena (2 561 m) et le Pizzo Cefalone (2 535 m) sont aussi des montagnes du Gran Sasso hautes et inaccessibles (ressemblant particulièrement aux montagnes des Alpes et des Pyrénées).
Au nord du Gran Sasso (divisée par celui-ci par les impressionnantes et très boisées gorges du Vomano (75 km de long), qui sont surplombées par une ligne à haute tension qui va de Teramo à l'Aquila ; cette ligne devrait être démantelée et enfouie à côté ou sous la route qui elle aussi relie Teramo à l'Aquila en passant par ces gorges), la chaîne plus modeste et arrondie des Monti della Laga domine la partie septentrionale de la province.
À cheval entre les Abruzzes, le Latium et les Marches, la chaîne culmine au Monte Gorzano (2 458 mètres). Elle est magnifiquement bien préservée avec ses grandes forêts sauvages et ses très nombreux torrents et cascades (dont celle de la Morricana, qui chute sur 60 mètres et est l'une des plus grandes cascades des Abruzzes). Enfin, à l'extrême nord de la province, les Monti Gemelli (« monts jumeaux »), qui sont composées de deux petites montagnes de 1 700-1 800 mètres, divisées par les profondes gorges du Salinello (où niche l'aigle royal). La province est divisée en deux bassins hydrographiques : le bassin du Vomano, qui recueille les eaux venant du Gran Sasso, et le bassin du Tordino (ce fleuve passe par Teramo) qui se ressource sous les Monti della Laga. La partie basse du fleuve Tronto (107 km) divise les Abruzzes des Marches au nord.
Les collines représentent la majeure partie du territoire de la province et sont presque totalement exploitées par l'agriculture (de nombreux bocages). À côté de Atri (la ville qui a donné son nom à la mer Adriatique), de curieux canyons (i calanchi, gérés par une oasis WWF) ont modifié le terrain à cause de l'érosion due au déboisement passé. Il n'existe pas de plaines côtières véritables, mais on peut signaler leur présence par une toute petite bande plate, de quelques centaines de mètres, sauf à l'embouchure du Vomano et du Tordino où la plaine s'élargit. Comme pour la majeure partie des plages de l'Adriatique, qui est une mer très peu profonde, les plages de la province de Teramo sont toutes sableuses et souvent grandes.